# Motel Afrodite
"Motel Afrodite" é uma canção da cantora e compositora Marília Mendonça em parceria com a dupla Maiara & Maraisa. Foi lançada em setembro de 2021 como o primeiro single do álbum Patroas 35%.

## Composição
"Motel Afrodite" foi escrita por Henrique Casttro, Elvis Elan e Douglas Cezar. A letra retrata um eu lírico que encara a saudade de um relacionamento anterior frequentando sozinho um motel de nome Afrodite, até que a moça da cabine lhe avisa que a pessoa amada já está com outra em outro quarto do motel.
Para comemorar o lançamento da canção, Marília, Maiara e Maraisa foram em um motel e passaram a noite no local.

## Gravação
A canção foi gravada em 24 de julho de 2021, em Goiânia, durante uma live chamada As Patroas. A apresentação atingiu o pico de 400 mil visualizações simultâneas.

## Projeto gráfico
O visual das artistas na fotografia da capa de "Motel Afrodite" foi inspirado na cantora norte-americana Beyoncé.

## Lançamento e recepção
"Motel Afrodite" foi lançada em 21 de setembro como o primeiro single do álbum Patroas 35%, com música e videoclipes disponibilizados na mesma data. Logo ao lançamento, a cantora e a dupla anunciaram que lançariam "Não Sei o que Lá" no dia seguinte e, em seguida, "Todo Mundo Menos Você".

## Certificações e vendas
| Região                                                        | Certificação | Unidades/vendas |
| ------------------------------------------------------------- | ------------ | --------------- |
| Brasil (PMB)                                                  | 3× Diamante  | - 900.000‡      |
| ‡vendas+valores de streaming baseados somente na certificação |              |                 |